# Vincent Euvrard
Pour les articles homonymes, voir Euvrard.
Vincent Euvrard, né le 12 mars 1982 à Furnes en Belgique, est un footballeur et entraîneur belge qui joue au poste de défenseur durant toute sa carrière, toujours en Belgique à l'exception d'une saison aux Pays-Bas. Le 5 mars 2013, il est contraint de prendre sa retraite sportive pour raisons médicales. Il est actuellement l'entraîneur du FCV Dender EH.

## Carrière

### Formation et débuts professionnels
Vincent Euvrard commence le football à six ans au KVV Oostduinkerke. En 1995, âgé de treize ans, il est repéré par le Cercle de Bruges, où il termine sa formation. Il est intégré au noyau de l'équipe première, qui évolue en Division 2, durant la saison 2000-2001. Il s'impose rapidement comme titulaire, soit au poste de défenseur central, soit en tant que milieu défensif, et dispute toutes les rencontres du championnat la saison suivante. Ses bonnes prestations sont remarquées par les meilleurs clubs de l'élite nationale, dont le Sporting Anderlecht et le KRC Genk. Ce dernier club parvient à le transférer et il y signe un contrat de quatre saisons à partir de juillet 2002.

### Découverte difficile de la première division
Vincent Euvrard doit attendre le 23 novembre pour jouer ses premières minutes avec les champions de Belgique en titre. Il ne parvient pas à s'imposer dans l'équipe et ne monte au jeu qu'à trois occasions sur l'ensemble du championnat. En fin de saison, il fait partie des onze joueurs prêtés pour un au club satellite d'Heusden-Zolder, tout juste promu en première division. Il devient un joueur de base dans l'axe de la défense mais ne parvient pas à éviter la relégation du club en fin de saison. L'entraîneur de Genk, René Vandereycken, ne croyant pas en lui, il est à nouveau prêté pour un an, cette fois au FC Den Bosch, en première division néerlandaise. Il n'y obtient que peu de temps de jeu, ne jouant que dix rencontres en championnat. Durant l'été 2005, il est autorisé par le KRC Genk à partir gratuitement. Il rejoint alors les rangs du KVSK United, un ambitieux club de deuxième division.

### Retour en Division 2 et second passage parmi l'élite
Dans son nouveau club, Vincent Euvrard est rapidement considéré comme un joueur important et dispute toutes les rencontres jusqu'au début du mois de mars, quand il se fracture le tibia, une blessure qui l'écarte plusieurs mois des terrains. Il ne revient dans l'équipe qu'au début de la saison suivante et retrouve rapidement sa place de titulaire. En juin 2008, arrivé en fin de contrat, il s'engage avec le Saint-Trond VV, une autre équipe de l'antichambre de l'élite, avec laquelle il signe un contrat portant sur trois saisons. Au terme de sa première saison avec les trudonnaires, il remporte le titre de champion de Division 2 et retrouve ainsi la première division cinq ans après l'avoir quittée avec Heusden. Titulaire inamovible dans l'axe de la défense, il participe activement à la belle saison du club qui termine quatrième du championnat, échouant en barrage pour la Ligue Europa face au KRC Genk. La saison terminée, il prolonge son contrat avec Saint-Trond jusqu'en 2015. Il conserve sa place dans le onze de base les deux saisons suivantes mais il se blesse à nouveau sérieusement à la fin de la saison 2011-2012, qui voit Saint-Trond chuter en deuxième division. Après la relégation, handicapé par les suites de sa blessure, il ne joue que quatre parties de match durant le premier tour du championnat. Durant la trêve hivernale, il est autorisé à quitter gratuitement le club, en proie à des problèmes financiers. Le 31 janvier 2013, le FC Eindhoven annonce l'engagement du défenseur mais deux jours plus tard, le transfert est annulé pour raisons médicales. Le 5 mars 2013, souffrant toujours de sa blessure, il est contraint de prendre sa retraite sportive.

### Reconversion comme entraîneur
Après avoir rangé ses crampons, Vincent Euvrard décide de passer ses diplômes d'entraîneur.

#### KSK Hasselt
Quatorze mois après sa retraite sportive, il est nommé entraîneur principal du KS Kermt-Hasselt, un club de Division 3 dirigé par l'ancien international belge Stijn Stijnen. Il obtient de bons résultats, menant l'équipe vers le haut du classement mais le club, n'ayant pas reçu sa licence pour le football rémunéré, ne peut disputer le tour final pour l'accession à la Division 2.

#### AS Verbroedering Geel
Le 17 novembre 2015, il quitte ses fonctions et s'engage dans la foulée avec l'AS Verbroedering Geel, en difficultés dans le championnat de deuxième division.

#### Cercle de Bruges KSV
Le 25 mai 2016, il devient le nouvel entraîneur du Cercle de Bruges, en division 2.
Il est limogé du club le 29 octobre 2016 au vu du manque de résultats, le club étant avant-dernier du championnat.
Il revient le 16 octobre 2017 au Cercle de Bruges en tant qu'entraîneur adjoint, à la demande de Franky Vercauteren, nouvel entraîneur du club brugeois. Les 2 hommes ayant réussi à ramener le cercle en division 1, ils décident toutefois de ne pas poursuivre l'aventure.

#### OH Louvain
Le 8 février 2019, Vincent Euvrard succède à l'Anglais Nigel Pearson au poste d'entraîneur de OHL. Le club étant dernier de D1B, la mission première du jeune entraîneur est de le maintenir en 2e division. Il est démis de ses fonctions le 10 juin 2020.

#### RWD Molenbeek
Le 7 décembre 2020, il devient le nouvel entraîneur du RWD Molenbeek, en remplacement de Laurent Demol, limogé après la défaite à Lommel (4-0), et signe un contrat jusqu'à la fin de la saison avec option pour une année supplémentaire. Alors qu'il a réussi à ramener le club molenbeekois en Jupiler Pro League (division 1) en remportant la Challenger Pro League, il est démis de ses fonctions le 24 juillet 2023 remplacé par Cláudio Caçapa.

#### SV Zulte Waregem
Le 5 septembre 2023, Vincent Euvrard est nommé entraîneur de Zulte Waregem descendu en division 2 où il remplace le duo Frederik D'hollander (nl)-Davy De Fauw, écarté après quatre journées. Il redresse la situation et vire en tête à la moitié du championnat.

#### FCV Dender EH
Fin mai 2024, Euvrard troque Zulte Waregem pour le FCV Dender EH, qui vient d'être promu en Jupiler Pro League (division 1), où il prend la succession de Timmy Simons, parti au KVC Westerlo.

## Palmarès
- Champion de Belgique de Division 2 en 2009 avec le Saint-Trond VV.
- Champion de Belgique de Division 2 en 2023 avec le RWDM.

## Statistiques
| Saison                | Club                  | Championnat           | Championnat | Championnat | Coupe(s) nationale(s) | Coupe(s) nationale(s) | Total | Total |
| Saison                | Club                  | Division              | M.          | B.          | M.                    | B.                    | M.    | B.    |
| 2000-2001             | Cercle Bruges KSV     | Division 2            | 5           | 1           | 0                     | 0                     | 5     | 1     |
| 2001-2002             | Cercle Bruges KSV     | Division 2            | 34          | 2           | 1                     | 0                     | 35    | 2     |
| Sous-total            | Sous-total            | Sous-total            | 39          | 3           | 1                     | 0                     | 40    | 3     |
| 2002-2003             | KRC Genk              | Division 1            | 3           | 0           | 0                     | 0                     | 3     | 0     |
| Sous-total            | Sous-total            | Sous-total            | 3           | 0           | 0                     | 0                     | 3     | 0     |
| 2003-2004             | Heusden-Zolder        | Division 1            | 24          | 1           | 3                     | 0                     | 27    | 1     |
| Sous-total            | Sous-total            | Sous-total            | 24          | 1           | 3                     | 0                     | 27    | 1     |
| 2004-2005             | FC Den Bosch          | Eredivisie            | 10          | 0           | 0                     | 0                     | 10    | 0     |
| Sous-total            | Sous-total            | Sous-total            | 10          | 0           | 0                     | 0                     | 10    | 0     |
| 2005-2006             | KVSK United           | Division 2            | 24          | 0           | 3                     | 0                     | 27    | 0     |
| 2006-2007             | KVSK United           | Division 2            | 26          | 0           | 2                     | 0                     | 28    | 0     |
| 2007-2008             | KVSK United           | Division 2            | 34          | 1           | 3                     | 0                     | 37    | 1     |
| Sous-total            | Sous-total            | Sous-total            | 84          | 1           | 8                     | 0                     | 92    | 1     |
| 2008-2009             | K Saint-Trond VV      | Division 2            | 34          | 2           | 2                     | 0                     | 36    | 2     |
| 2009-2010             | K Saint-Trond VV      | Division 1            | 43          | 3           | 3                     | 0                     | 46    | 3     |
| 2010-2011             | K Saint-Trond VV      | Division 1            | 36          | 1           | 1                     | 0                     | 37    | 1     |
| 2011-2012             | K Saint-Trond VV      | Division 1            | 34          | 1           | 2                     | 0                     | 36    | 1     |
| 2012-2013             | K Saint-Trond VV      | Division 2            | 4           | 0           | 3                     | 0                     | 7     | 0     |
| Sous-total            | Sous-total            | Sous-total            | 151         | 7           | 11                    | 0                     | 162   | 7     |
| Total sur la carrière | Total sur la carrière | Total sur la carrière | 311         | 12          | 23                    | 0                     | 334   | 12    |